# نیکولا والنته
نیکولا والنته (انگلیسی: Nicola Valente؛ زادهٔ ۶ اکتبر ۱۹۹۱) بازیکن فوتبال است.